# Font de la Torre (Orcau)
La Font de la Torre és una font del terme municipal d'Isona i Conca Dellà, en territori del poble d'Orcau, de l'antic municipi d'Orcau.
Està situada a 703 m d'altitud, a llevant del poble d'Orcau, al nord-est de Basturs i a ponent de la Mare de Déu d'Àrnic. És sota i al sud del Pla de Viu, a la Costa del Llarg.